# 南中川站
南中川站（日语：／ Minami-Nakagawa eki */?）是位於山口縣山陽小野田市中川二丁目，西日本旅客鐵道（JR西日本）的小野田線車站。

## 車站構造

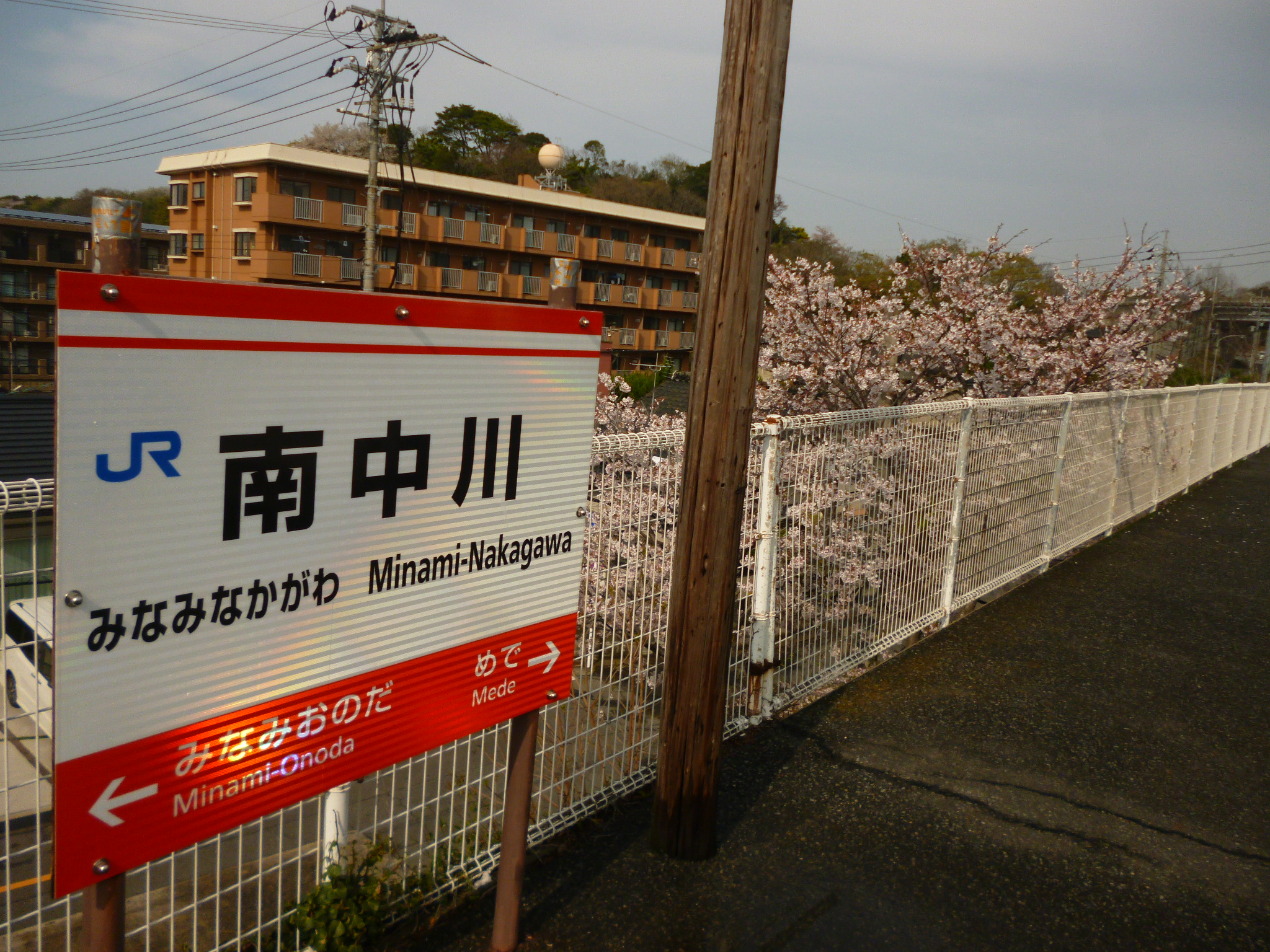
改以山口雷法足球會橙色主色的月台站牌。

### 站房
車站建於路堤上，從馬路的梯級直上便可到達，站房與月台連接，穿過站房入口及開放式驗票口後便可到達。現時為廣島支社旗下的「山口地區統括部」管理，過往曾為簡易委託車站，由車站附近的「江原商店」代售，但相關的委託安排已於2019年取消。

### 月台
只有側式月台1座，為列車不可交換車站。

## 歷史
- 1915年11月25日：小野田輕便鐵道小野田站至水泥町駅（現時：小野田港站）之間開通，此站啟用。當時車站名為中川町停留場。
- 1921年8月15日：停留場改名為南中川停留場。
- 1923年6月25日：小野田輕便鐵道改名為小野田鐵道（日语：小野田鉄道）。
- 1943年4月1日：小野田鐵道被國有化。成為國有鐵道小野田線車站。
- 1947年10月1日：小野田線編入至宇部西線，成為宇部西線車站。
- 1948年2月1日：宇部西線編入至小野田線，成為小野田線車站。
- 1987年4月1日：隨國鐵分割民營化，車站由西日本旅客鐵道（JR西日本）營運。
- 2017年8月：終止簡易委託業務，改為無人車站。
- 2020年3月：本站與雀田站的月台上路線牌，改以J2足球隊的山口雷法足球會的橙色為主色[1][2]。

## 使用狀況
以下為近年使用人次：
| 乘車人次變化 | 乘車人次變化 |
| 年度         | 1日平均人次  |
| ------------ | ------------ |
| 1999         | 152          |
| 2000         | 127          |
| 2001         | 121          |
| 2002         | 97           |
| 2003         | 96           |
| 2004         | 95           |
| 2005         | 91           |
| 2006         | 81           |
| 2007         | 80           |
| 2008         | 81           |
| 2009         | 88           |
| 2010         | 81           |
| 2011         | 86           |
| 2012         | 84           |
| 2013         | 91           |
| 2014         | 85           |
| 2015         | 84           |
| 2016         | 86           |
| 2017         | 83           |
| 2018         | 86           |
| 2019         | 91           |
| 2020         | 82           |
| 2021         | 70           |
| 2022         | 63           |

## 車站周邊
- 小野田SunPark（日语：おのだサンパーク）
- 運動中心
- 山口縣立小野田足球交流公園（日语：山口県立おのだサッカー交流公園）
- 山陽小野田市立小野田中學
- 山陽小野田市立小野田小學（日语：山陽小野田市立小野田小学校）
- 山口勞災醫院（日语：山口労災病院）
- 小野田郵局（日语：小野田郵便局 (山口県)）
- 小野田公共職業安定所（日语：公共職業安定所）（Hello Work小野田）
- 江原米穀店（曾經委托售票的商店）
- 國道190號（日语：国道190号）
- 山口縣道223號小野田港線（日语：山口県道223号小野田港線）

## 巴士路線
在縣道小野田港上設有「中川通」巴士站。停靠的巴士路線包括山電交通、船木鐵道路線。

## 相鄰車站
西日本旅客鐵道（JR西日本）
■小野田線
南小野田－南中川－目出

## 外部連結
- 南中川｜車站資訊：JR出門網 - 西日本旅客鐵道（日語）